# 신장 환자식
신장 환자식은 소금, 단백질, 나트륨, 칼륨, 인이 조절된 식품이다. 저단백이나 저염 식사를 해야 하는 환자를 위해 조리된 포장으로 저단백 및 저염 식사를 유지할 수 있도록 도와주는 식품이다. 맛은 있으면서도 열량은 충분히 공급하여 에너지를 얻게 하되 단백질, 인, 염분, 나트륨, 칼륨 등과 같이 섭취량을 줄여야 하는 성분을 배제할 수 있게 하는 것이 이러한 식품의 핵심이다. 주로 투석으로 진행하기 전의 만성신장병(만성콩팥병, 만성신부전) 환자나 IgA신증, 사구체신염 환자 등에게 필요한 식품이다.
대표적인 제품으로는 저단백밥, 라면이나 조리가 되어 판매되어서 데워서 바로 먹을 수 있는 제품 및 저염 간장이나 장국 등 조리할 때 사용하는 소스류 등이 있다. 저단백밥은 기존 밥의 단백질량을 1/35로 줄여 단백질을 거의 섭취하지 않을 수 있다. 그러나 이러한 제품을 먹고도 다른 음식까지 먹게 된다면 효과가 없을 수 있다.